# Coptophyllum bracteatum
Coptophyllum bracteatum är en måreväxtart som beskrevs av Pieter Willem Korthals. Coptophyllum bracteatum ingår i släktet Coptophyllum och familjen måreväxter. Inga underarter finns listade i Catalogue of Life.